# Yoon Ki-sook
Yoon Ki-sook ist eine ehemalige südkoreanische Tischtennisspielerin, die 1967 die Asienmeisterschaft gewann.
Yoon Ki-sook war Abwehrspielerin mit einem starken Rückhand-Schuss, die den Schläger im Shakehand-Stil führte. 1966 erreichte sie bei den Asienspielen im Mixed mit Kim Chung-yong und mit der südkoreanischen Damenmannschaft das Endspiel. Ein Jahr später wurde sie Asienmeisterin im Einzel, mit der Mannschaft gewann sie Silber.
In der ITTF-Weltrangliste wurde Yoon Ki-sook Ende 1968 auf Platz vier geführt.

## Turnierergebnisse
| Verband | Veranstaltung           | Jahr | Ort      | Land | Einzel     | Doppel        | Mixed  | Team |
| ------- | ----------------------- | ---- | -------- | ---- | ---------- | ------------- | ------ | ---- |
| KOR     | Asienmeisterschaft TTFA | 1967 | Singapur | SIN  | Gold       |               |        | 2    |
| KOR     | Asienspiele             | 1966 | Bangkok  | THA  | Halbfinale | Viertelfinale | Silber | 2    |